# Haldenbach-Viadukt
Das Haldenbach-Viadukt ist eine den Haldenbach überspannende Eisenbahnbrücke im Weinstädter Ortsteil Endersbach.

## Technische Ausstattung
Das Viadukt ist ein ortsbildprägendes Technikdenkmal und das einzige klassische Viadukt der Remsbahn.
Über das 61,1 m lange, 7,7 m breite und 13 m hohe Brückenbauwerk mit vier 7,2 m weiten Rundbögen quert die heute zweigleisige und elektrifizierte Bahnstrecke Stuttgart-Bad Cannstatt–Nördlingen den Haldenbach entlang der Grenze zwischen der Wohnbebauung von Endersbach und dessen nördlich unmittelbar anschließendem Gewerbegebiet Kalkofen.

## Geschichte

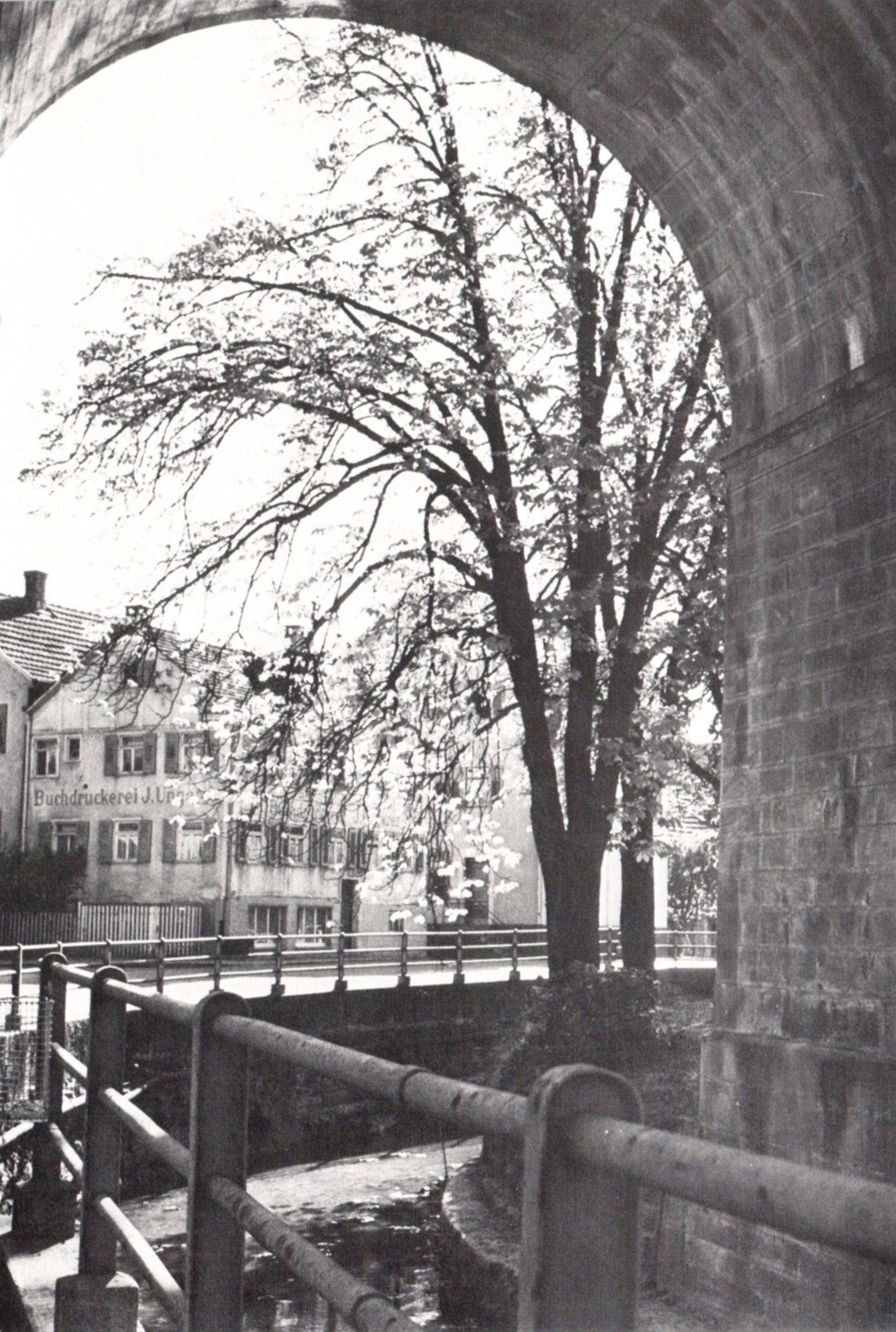
Noch unverdolter Haldenbach unter dem Viadukt

Für die Errichtung der Remsthalbahn von Cannstatt nach Nördlingen mussten die Königlich Württembergischen Staats-Eisenbahnen nördlich von Endersbach einige Erdarbeiten vornehmen und das Viadukt über den Haldenbach schlagen. Wenig östlich von ihm wurde der Bahnhof Endersbach errichtet. Das Viadukt wurde von Georg von Morlok, dem zuständigen Baurat für die Remstalbahn erbaut. Am 25. Juli 1861 fuhren die ersten Züge über die neue Strecke.
Am 21. April 1945 wurde das Viadukt von der Wehrmacht infolge Hitlers Nerobefehls teilweise zerstört. Amerikanische Pioniere stellten im August 1945 eine Behelfsbrücke fertig. Um das ursprüngliche Bild zu erhalten, wurden im Zuge des Wiederaufbaus der zerstörte dritte und vierte Bogen (aus Richtung Cannstatt) zwar in Beton ausgeführt, aber mit Naturstein verkleidet.
Der Haldenbach fließt innerorts seit 1965 größtenteils verdolt, seit 1967 auch unter dem Viadukt.